# Islamismo político
Islamismo político é uma ideologia político-religiosa. Seus defensores, também conhecidos como "al-Islamiyyun", dedicam-se a concretizar a sua interpretação ideológica do Islã no contexto do Estado ou da sociedade. A maioria deles está afiliado a instituições islâmicas ou movimentos de mobilização social, muitas vezes designados como “al-harakat al-Islamiyyah”. Os islâmicos enfatizam a implementação da xaria, a unidade política pan-islâmica, a criação de Estados islâmicos (que posteriormente seriam unificados) e a rejeição de influências não-muçulmanas - particularmente ocidentais ou econômicas universais, militares, políticas, socialis ou culturais.
Na sua formulação original, o islamismo era uma ideologia que procura reavivar o Islã à sua assertividade e glória passadas, purificando-o de elementos estrangeiros, reafirmando o seu papel na “vida social e política, bem como na vida pessoal”; e em particular "reordenar o governo e a sociedade de acordo com as leis prescritas pelo Islã" (ou seja, a xaria). De acordo com pelo menos o autor Robin Wright, os movimentos islamistas "sem dúvida alteraram o Oriente Médio mais do que qualquer tendência desde que os Estados modernos conquistaram a independência", redefinindo "a política e até as fronteiras".
Entre as figuras centrais proeminentes no islamismo do século XX estão nomes como Sayyid Rashid Riḍā, Hassan al-Banna (fundador da Irmandade Muçulmana), Sayyid Qutb, Abul A'la Maududi, Ruhollah Khomeini (fundador da República Islâmica do Irã) e Hassan Al-Turabi. O clérigo sunita sírio Muhammad Rashid Riḍā, um fervoroso oponente da ocidentalização, do sionismo e do nacionalismo, defendeu o internacionalismo sunita através da restauração revolucionária de um califado pan-islâmico para unir politicamente o mundo muçulmano. Riḍā foi um forte expoente do vanguardismo islâmico, a crença de que a comunidade muçulmana deveria ser guiada pelas elites clericais (ulema) que dirigiam os esforços para a educação religiosa e o renascimento islâmico. A síntese salafista-arabista de Riḍā e os ideais islamistas influenciaram muito seus discípulos como Hasan al-Banna, um professor egípcio que fundou o movimento da Irmandade Muçulmana, e Hajji Amin al-Husayni, o Grande Mufti antissionista de Jerusalém.
Al-Banna e Maududi apelaram a uma estratégia “reformista” para reislamizar a sociedade através do ativismo social e político de base. Outros islamistas (Al-Turabi) são proponentes de uma estratégia “revolucionária” de islamização da sociedade através do exercício do poder estatal, ou (Sayyid Qutb) de combinar a islamização popular com a revolução armada. O termo tem sido aplicado a movimentos reformistas não estatais, partidos políticos, milícias e grupos revolucionários.
Para o autor Graham E. Fuller, uma noção mais ampla do islamismo como uma forma de política de identidade, envolvendo "apoio à identidade [muçulmana], autenticidade, regionalismo mais amplo, revivalismo e revitalização da comunidade" é a definição mais correta do termo. Os próprios islamistas preferem termos como "movimento islâmico" ou "ativismo islâmico" a "islamismo", objetando à insinuação de que o islamismo é outra coisa senão o próprio Islã renovado e revivido. Em contextos públicos e acadêmicos, o termo "islamismo" tem sido criticado por ter recebido conotações de violência, extremismo e violações dos direitos humanos pelos meios de comunicação ocidentais, levando à islamofobia e aos estereótipos.
Após a Primavera Árabe, muitas correntes pós-islâmicas envolveram-se fortemente na política democrática, enquanto outras geraram "as milícias islâmicas mais agressivas e ambiciosas" até então, como o Estado Islâmico do Iraque e do Levante.